# Iain Matthews
Iain Matthews, rodným jménem Iain Matthew McDonald (* 16. června 1946 Scunthorpe, Lincolnshire, Anglie) je anglický hudebník a skladatel. Počátkem 60. let byl znám jako Ian McDonald a později od konce 60. let do roku 1989 jako Ian Matthews. Potom se rozhodl používat původní jméno s příjmením odvozeným z jeho druhého jména: Iain Matthews.
Ovlivněn styly rock and roll a folkovou hudbou, vystupoval převážně jako sólový hudebník, i když byl členem Fairport Convention, kteří během raného období byli silně ovlivněni stylem folk rock skupin ze západního pobřeží USA. Později byl frontmanem skupin Plainsong, Hi-Fi, No Grey Faith, More Than A Song and Matthews' own Southern Comfort.

## Diskografie
Toto je částečná diskografie, úplná je na Matthewsově osobní stránce.

### Singly
- Pyramid, "The Summer of Last Year"/"Summer Evening" (1967) UK Deram Records; jeho první nahrávka

### Alba
- Fairport Convention, Fairport Convention (1968) UK Polydor/ US Cotillion
- Fairport Convention, What We Did on Our Holidays (1968) UK Island/ US A&M
- Fairport Convention, Heyday(1986) BBC - vydání záznamů z let 1968/1969 UK Island/ US Hannibal
- Ian Matthews, Matthews' Southern Comfort (1969) UK Uni/ US Decca (první sólové album)
- Matthews Southern Comfort, Second Spring (1969) UK Uni/ US Decca
- Matthews Southern Comfort, Later That Same Year (1970) UK Uni / US Decca
- Matthews' Southern Comfort, The Essential Collection (1997) Half Moon (retrospektivní záznamy ze 70. let)
- Ian Matthews, If You Saw Thro' My Eyes (1971) UK and US Vertigo (druhé sólové album)
- Ian Matthews, Tigers Will Survive (1971) UK and US Vertigo (třetí sólové album)
- Plainsong, In Search of Amelia Earhart (1972) UK and US Elektra
- Ian Matthews, Journeys from Gospel Oak (1972) UK Mooncrest
- Ian Matthews, Valley Hi (1973) UK and US Elektra Records
- Ian Matthews, Some Days You Eat the Bear...Some Days the Bear Eats You (1974) UK v US Elektra
- Ian Matthews, Go For Broke (1975) UK CBS/ US Columbia
- Ian Matthews, Hit and Run (1976) UK CBS/ US Columbia
- Ian Matthews, Stealin' Home (1978) UK Rockburgh/ US Mushroom
- Ian Matthews, Siamese Friends (1979) Rockburgh
- Ian Matthews, Discreet Repeat (1979) Rockburgh
- Ian Matthews, Spot Of Interference (1980) Rockburgh
- Hi-Fi, Demonstration Record (1982) First American Records; živé mini-album
- Hi-Fi, Moods for Mallards (1982) First American Records
- Ian Matthews, Shook (1984) Polydor
- Ian Matthews, Walking a Changing Line (1988) Windham Hill Records
- Iain Matthews, Pure and Crooked (1990) Gold Castle Records
- Iain Matthews, Skeleton Keys (1992) Line
- Iain Matthews, The Dark Ride (1994) Watermelon
- Iain Matthews, God Looked Down (1996) Watermelon
- Iain Matthews, The Seattle Years 1978-1984 (1996) Varese Sarabande
- Iain Matthews, Excerpts from Swine Lake (1998) Blue Rose
- Iain Matthews, Orphans & Outcasts Volume 3
- No Grey Faith, Secrets All Told — The Songs of Sandy Denny (2000) Perfect Pitch / Unique Gravity
- Iain Matthews & Elliott Murphy, The Official Blue Rose Bootleg (2001) Blue Rose
- Iain Matthews & Elliott Murphy, La Terre Commune (2001) Blue Rose / Perfect Pitch / Eminent
- Plainsong, Pangolins (2003) Blue Rose
- Iain Matthews, Zumbach's coat (2005) Blue Rose / Perfect Pitch / Eminent
- Iain Matthews, Contact in live (2008)
- Iain Matthews & Searing Quartet, Joy Mining (2008) Perfect Pitch (an easy listening/jazz oriented album)
- Iain Matthews & Nick Vernier Band, Woodstock (2009) Brinker Media
- Iain Matthews & Egbert Derix, Afterwords (2010) Matrix
- Iain Matthews & Nick Vernier Band with Emitt Rhodes, Time Will Show The Wiser (2010) Brinker Media
- Iain Matthews & Ad van der Veen, Ride the times (2010) Turtle Records
- Matthews Southern Comfort, Kind of New (album) Brilliant/Genepool BMCD1010  (2010)

### Billboard Hot 100 Singles
- "Da Doo Ron Ron" (#96, 1972)
- "Shake It" (#13, 1979)
- "Give Me an Inch" (#67, 1979)